# Khaled Razak
Khaled Razak (Tilburg, 13 december 2005) is een Nederlands-Benins voetballer die doorgaans speelt als aanvaller. Hij komt uit voor (Jong) Sparta Rotterdam.

## Clubcarrière
Razak begon met voetballen bij VV ZIGO uit zijn geboortestad Tilburg en doorliep de jeugdopleidingen van Willem II en PSV. Op 17 november 2023 debuteerde hij voor Willem II in het profvoetbal, tegen VVV-Venlo in de Eerste divisie (3-1). Hij kwam in de slotminuten in de ploeg voor Nick Doodeman. Dat seizoen viel hij nog tien keer in. Op 30 november 2024 debuteerde hij voor Willem II in de Eredivisie, tegen FC Groningen (0-2). 
In februari 2025 verhuurde Willem II Razak aan Roda JC Kerkrade, dat uitkwam in de Eerste divisie. Hij debuteerde op 7 februari tegen Jong AZ (3-3). Met nog zeven minuten te spelen kwam hij in de ploeg voor Zalán Vancsa. Op 11 maart maakte hij zijn eerste doelpunt tegen Helmond Sport (3-2). Op aangeven van keeper Issam El Maach schoot hij de 2-2 binnen, waarna Michael Breij de winnende nog maakte. In april 2025 raakte Razak geblesseerd, waardoor hij vroegtijdig terugkeerde naar Willem II.

## Statistieken
| Seizoen | Club             | Competitie     | Competitie | Competitie | Beker | Beker | Overig | Overig | Totaal | Totaal |
| Seizoen | Club             | Competitie     | Wed.       | Dlp.       | Wed.  | Dlp.  | Wed.   | Dlp.   | Wed.   | Dlp.   |
| ------- | ---------------- | -------------- | ---------- | ---------- | ----- | ----- | ------ | ------ | ------ | ------ |
| 2023/24 | Willem II        | Eerste divisie | 10         | 0          | 1     | 0     | 0      | 0      | 11     | 0      |
| 2024/25 | Willem II        | Eredivisie     | 1          | 0          | 1     | 0     | 0      | 0      | 2      | 0      |
| 2024/25 | Roda JC Kerkrade | Eerste divisie | 9          | 1          | 0     | 0     | 0      | 0      | 9      | 1      |
| Totaal  | Totaal           | Totaal         | 20         | 1          | 2     | 0     | 0      | 0      | 22     | 1      |

Bijgewerkt op 13 mei 2025.